# Ilyès Karamosli
Ilyès Karamosli, né le 22 août 1989 à Tunis, est un volleyeur tunisien évoluant au poste de réceptionneur-attaquant.

## Carrière
Mesurant 1,99 m, il est devenu international tunisien à l'âge de 19 ans.
Né dans une famille passionnée par le volley-ball, ce qui est notamment le cas de son frère Hosni Karamosli, il est actuellement l'un des piliers de l'équipe de Tunisie. Ilyès Karamosli a joué pour le club d'Hammam Lif et fait actuellement partie des effectifs de l'Espérance sportive de Tunis.
Avec l'équipe de Tunisie, il dispute le tournoi masculin de volley-ball aux Jeux olympiques d'été de 2020 à Tokyo.

## Palmarès

### Équipe nationale
- Championnat d'Afrique
  -  Vainqueur en 2019 ( Tunisie)
  -  Vainqueur en 2017 ( Égypte)
  -  Finaliste en 2013 ( Tunisie)
- Jeux méditerranéens
  -  Médaille d'argent aux Jeux méditerranéens de 2013 ( Turquie)
- Championnat arabe
  -  Vainqueur en 2012
- Championnat d'Afrique des moins de 21 ans
  -  Vainqueur en 2008
- Championnat d'Afrique des moins de 19 ans
  -  Vainqueur en 2006

### Clubs
- Championnat d'Afrique des clubs champions
  -  Champion en 2014 ( Tunisie)
  -  Finaliste en 2013 ( Libye)
- Coupe arabe des clubs champions
  -  Champion en 2014 ( Tunisie)
- Championnat de Tunisie
  -  Vainqueur en 2015, 2016, 2018, 2019, 2022, 2023, 2024 et 2025
- Coupe de Tunisie
  -  Vainqueur en 2010, 2014, 2017, 2018 et 2019, 2022, 2023, 2024 et 2025
- Supercoupe de Tunisie
  -  Vainqueur en 2009, 2018, 2019, 2022, 2023 et 2024

## Récompenses et distinctions
- Meilleur joueur du championnat d'Afrique des moins de 21 ans en 2008[2]
- Meilleur marqueur du Tournoi international de Rached en 2010 à Dubaï[3]
- Meilleur serveur du Tournoi international de Rached en 2012 à Dubaï[4]
- Meilleur attaquant du championnat arabe 2012 au Bahreïn[5]
- Meilleur joueur du championnat d'Afrique des clubs champions 2014
- Meilleur réceptionneur du championnat d'Afrique des clubs champions 2014